# Risaralda (Colombia)
Risaralda è un comune della Colombia facente parte del dipartimento di Caldas.
Il centro abitato venne fondato da Nolasto Santa, Lino Arias, Ezequiel Gonzales Montes, Aldemar Quiceno e Jaime Arboleda nel 1825, mentre l'istituzione del comune è del 17 aprile 1916.